# Dryopteris flaccisquama
Dryopteris flaccisquama är en träjonväxtart som beskrevs av A. Rojas. Dryopteris flaccisquama ingår i släktet Dryopteris och familjen Dryopteridaceae. Inga underarter finns listade.